# Un meurtre a été commis
 (août 2024).
Pour plus de détails, voir Fiche technique et Distribution.
Un meurtre a été commis est un film français réalisé par Claude Orval, sorti en 1938.

## Fiche technique
- Titre : Un meurtre a été commis
- Réalisation : Claude Orval
- Scénario : Claude Orval
- Photographie : Marc Bujard et Tahar Hannache
- Son : Paul Planson
- Musique : Édouard Flament
- Production : Labor Films
- Format :  Noir et blanc - 35 mm - Son mono
- Pays d'origine :  France
- Durée : 96 minutes
- Date de sortie : France - 13 avril 1938

## Distribution
- Florelle : Clara
- Maurice Lagrenée : l'inspecteur Doirel
- Pierre Stéphen : Le Furet
- Jacques Varennes : Le Joyeux
- Georges Paulais : Roger Duboc
- Milly Mathis : la concierge
- André Nox : le patron de l'hôtel
- Maximilienne : Madame Phalempin
- Philippe Hersent : Claude Lorrain
- René Stern : Louis
- Robert Desclos : Bastien
- Lucien Ferney : le substitut
- Charles Leriche
- Max Doria